# Takamurawand
Die Takamurawand ist eine bis zu 800 m hohe Felswand an der Oates-Küste des ostantarktischen Viktorialands. Sie bildet den Osthang des Sternhügels in den Kavrayskiy Hills und ragt an der Westflanke des Serrat-Gletschers auf.
Wissenschaftler der deutschen Expedition GANOVEX III (1982–1983) nahmen ihre Benennung vor. Namensgeber ist Toru Takamura, ein japanischer Hubschraubermechaniker dieser Forschungsreise.